# ぽすたるWORK
『ぽすたるWORK』（ぽすたるわーく）は依澄れいによる日本の漫画作品。『月刊少年エース増刊 エース桃組』に2001年から2004年にかけて連載された。全9話で、単行本は全1巻。

## ストーリー
小さな町の小さな郵便局に勤める郵便局員、文野ふみ子。黒猫宅配便の黒山くうや、ヤギの梅子たちに囲まれ、彼女は今日も大切な手紙を届ける。より便利なものより手紙にこだわるふみ子の、心温まるハートフルストーリー。

## 登場人物
文野ふみ子（ふみの ふみこ）
主人公。物語の舞台となる小さな田舎町の郵便局に住みこみで勤める郵便局員。
この地域を担当するのは彼女一人だけであるが、最近はメールなどの普及により郵便物が減少しているのため、一人でも間に合うようだ。仕事が遅いので、くーちゃんと呼ぶが親友の黒山が何でもてきぱきできるため憧れている。手紙マニアで切手を貼る瞬間に至福の幸せを感じる。ふみ子の父親は中央の郵便局長をしており、父親と同じ局で仕事をしたいと思っている。母親はすでに他界しており、母親が入院していたころ、ふみ子はまったく笑わない子供だった。その後も黒山と友達になったり、母親が他界したりし、性格が変わっていったが、現在は明るくぽえぽえした性格である。外見は普通の人間。
黒山くう（くろやま くう）
黒猫宅配便の配達員。ぽえぽえしたふみ子と違い、はっきりした性格。低血圧のため、朝に弱い。語尾がカタカナになる。仕事が早く、よく働く。
ふみ子とはお互いに最初の友達で、今でもよく配達終了後にふみ子の勤める郵便局に遊びに行き茶をしている。実は捨て子で、黒猫宅配便の上司の女性に拾われた。捨て猫だった三匹の猫、クール・コレクト・タイムを飼っている。猫とはいつも一緒で、猫たちは黒山の頭や肩に乗っていたり、ポケットに入ったり、周りを飛んだりしている。黒山のセリフに合わせて何か言っているときもある。黒山の外見は黒いネコ耳にネコのしっぽ、ネコ手の手袋とネコ足といった黒猫の格好をしているがこの二つは時々取り換えているが、直接流血したこともあるため、本物かどうかは不明。また、首に大きな鈴を着けていることが多い。
梅子（うめこ）
白ヤギ。物語の第一話時点で引っ越してきたばかりだった。
職業は不明で、よくふみ子のいる郵便局に遊びにきているが、巨大な洋館に住んでいるため、裕福だと思われる。また、話し方や服装なども上品である。紙が大好物で、ふみ子が配達していた手紙や、黒山の配達していた荷物のダンボールなども食った。洋食派なので、食事のときはナイフとフォークを使い、紙を食べる。白ヤギを沢山飼っている。桜子とは友達同士で、手紙のやり取りもしているが、お互いが届いた手紙を食べてしまうため、いつまでたっても進まない。また、ふみ子のファンでもある。外見は長い金髪に白ヤギの耳がついている。服装は白か黒のドレスである。
桜子（さくらこ）
黒ヤギ。第一話で『おいしい紙を見つけたため』梅子に手紙にして送った。
梅子と同じく紙が大好物であるが、和食派なので食事のときは箸を使って食べる。黒ヤギを沢山飼っている。外見は黒髪に黒ヤギの耳がついている。服装は白か黒のドレスであることが多い。
佐倉たみ（さくら たみ）
不幸の手紙を作って送っていた子供。ふみ子に注意されるも、素直に従わず、逆に体が埋まるほど大量の不幸の手紙を送ったこともある。しかし本心は、母親が出張であまり家にいないことからくる寂しさで行ったいたずらである。ただし口が悪いのは性根で、『だまれ肉球』や『やーすげっきゅ――！！』などのセリフで毒舌ぶりを発揮している。素直にはなれないが、後にふみ子らとは和解した。外見はショートの金髪にウサ耳がついている。
柚木（ゆき） / 亜木（あき）
銀行強盗のくま兄弟。姉の柚木と弟の亜木の二人。
ふみ子のいる郵便局に銃を持ち、兄弟で肩車をして一人の振りをし強盗しに来たが、番号順カードを取るなど強盗らしからぬ行動をして正体がばれてしまう。実は柚木が病気で、手術代を稼ぐために強盗をしていた。外見はくま耳のついた帽子をかぶっている。
文沢あや（ふみさわ あや）
中央の郵便局に勤める郵便局員。ふみ子の後輩にあたる。
極度の方向音痴で電車で何時間もかかるところへ徒歩で行ってしまったこともある。本人は結構悩んでおり、自分は郵便局員に向いていないのではないか、と思っている。外見は普通の人間。

## 単行本
- ぽすたるWORK（全1巻）　2004.7.1　ISBN 4-04-713646-8